# Călușeii (film)
Călușeii (Körhinta) este un film maghiar dramatic din 1956. A fost regizat de Zoltán Fábri.

## Distribuție
- Mari Törőcsik - Pataki Mari
- Imre Soós - Bíró Máté
- Ádám Szirtes - Farkas Sándor
- Béla Barsi - Pataki István
- Manyi Kiss - Patakiné
- Gyula Bakos
- Antal Farkas - Samu János
- József Juhász
- Flóra Kádár - Eszti
- Ervin Kibédi
- Mária Kovács (C. Kovács Mária)
- László Kozák
- János Makláry - Elszámoltatóbizottság tagja
- László Misoga - Sógor
- Piri Peéry